# Priscula tunebo
Priscula tunebo is een spinnensoort uit de familie trilspinnen (Pholcidae). De soort komt voor in Venezuela. 